# Свод местных узаконений губерний остзейских
Свод местных узаконений губерний остзейских — трёхтомная кодификация источников права, действовавших в губерниях Прибалтийского края Российской империи: Курляндской, Лифляндской и Эстляндской.
Части Свода делились на книги, книги — на разделы, разделы на главы, главы на отделения, отделения на статьи. Первые две части были изданы в 1845 году. Первая часть состояла из введения и 6 книг, в ней были изложены учреждения присутственных мест прибалтийских губерний (функции местного управления наряду с правительственными учреждениями выполнялись также органами дворянства). Статьи этой части, с введением в 1889 году в прибалтийских губерниях судебных уставов, потеряли, в большинстве случаев, свою силу. Отступления от общего учреждения губернского управления, допущенные для Прибалтийского края (например, постановления о мызной полиции), помещены во II томе Свода Законов издания 1892 года. Вторая часть состояла из введения и трех книг, была посвящена постановлениям о состояниях (кроме сельских обывателей). В 1853 году к первым двум частям Свода было издано продолжение.
Третья часть, включавшая введение и четыре книги (кодифицирована профессором Дерптского университета фон Бунге), посвящена гражданскому праву и издана в 1864 году. Состояла из 4600 статей; часть положений относилась лишь к определённым территориям. В Курземе и Видземе соответствующие положения этой части с некоторыми изменениями (обширными в области законов о браке) сохраняли силу до вступления в силу нового Гражданского закона в 1938 году.